# Підлубово (Кармаскалинський район)
Підлу́бово (рос. Подлубово, башк. Подлуб) — село у складі Кармаскалинського району Башкортостану, Росія. Адміністративний центр Підлубовської сільської ради.
Населення — 905 осіб (2010; 1051 в 2002).
Національний склад:
- росіяни — 47 %

## Відомі люди
У селі проживав Герой Радянського Союзу Бєлов Василь Михайлович.